# Let Me Go
«Let Me Go» —en español: «Dejarme ir»— es una canción de la cantautora canadiense Avril Lavigne, lanzada como el tercer sencillo de su quinto álbum de estudio, Avril Lavigne (2013). Es un dueto con el vocalista de la banda Nickelback, Chad Kroeger, quien fue su esposo desde julio de 2013 hasta septiembre de 2015. Fue escrita por Lavigne y Kroeger junto a David Hodges, y producida únicamente por Kroeger.

## Antecedentes y lanzamiento
«Let Me Go» fue lanzado como el tercer sencillo del quinto álbum de estudio homónimo de Avril Lavigne el 15 de octubre de 2013. Previamente había sido estrenada el 8 de octubre en el programa radial KBIG 1043 MYfm. Fue descrita por la cantante como una balada de piano y una de sus canciones favoritas de su disco homónimo. La pista incluye la participación del líder de la banda Nickelback Chad Kroeger, con quien se casó en el año 2013 y se divorció dos años después. La canción se compuso inicialmente en marzo de 2013, originalmente se tenía pensado que fuese grabado de manera solitaria, sin embargo,  a medida que la relación de Lavigne con Kroeger con quién compuso el tema, finalmente se decidió contar con la participación de este, reescribiendo el último coro para reflejar dicha situación.

## Composición
«Let Me Go» fue escrita por Avril Lavigne , Chad Kroeger y David Hodges , bajo la producción de Kroeger y Hodges. Es una power ballad con elementos de pop rock y rock alternativo. Su instrumentación cuenta con un piano, una sección de cuerda, un kit de batería acústico, guitarras eléctricas y bajos. La canción fue escrita el primer día que Lavigne comenzó a trabajar con el líder de Nickelback , Chad Kroeger, en la composición de su quinto álbum. Inicialmente, la canción trataba sobre la ruptura amorosa «Soltar a una persona y hacer que esta también te deje ir», dijo la cantante para Yahoo Music . Después de convertirse en pareja, los dos continuaron escribiendo y grabando juntos en el estudio, con Kroeger coescribiendo diez de las trece canciones del álbum. Cuando la pareja volvió a mirar la primera canción que hicieron juntos, «Let Me Go», decidieron que la letra ya no era apropiada, «Después de que estuvimos juntos, los dos dijimos, está bien, estamos comprometidos y nuestro dúo juntos es una canción de ruptura, así que decidimos cambiarlo. Reescribimos el último coro para darle un giro y así en la canción poder terminar juntos», dijo la intérprete canadiense.

## Video musical
El video musical de «Let Me Go» fue estrenado el 15 de octubre de 2013, siendo dirigido por Christopher Sims. Comienza con una escena en las afueras de una lujosa mansión, mientras un anciano barre hojas. Luego entra y comienza la música, durante la cual se le ve a Lavigne caminando en la mansión. En escenas posteriores se le ve tocando un piano y simulando tocar uno en un sofá, mientras Kroeger toca la guitarra frente a un espejo con un reloj de arena a sus espaldas.

## Posicionamiento en las listas
| Listas (2011)                             | Mejor posición |
| ----------------------------------------- | -------------- |
| Alemania (Media Control Charts)           | 63             |
| Australia (ARIA)                          | 77             |
| Austria (Ö3 Austria Top 40)               | 32             |
| Bélgica (Ultratop) Flanders               | 7              |
| Bélgica (Ultratop) Wallonia               | 16             |
| Brasil (Billboard Brasil Hot 100)         | 52             |
| Canadá (Canadian Hot 100)                 | 12             |
| Canadá (AC)                               | 6              |
| Canadá CHR/Top 40 (Billboard)             | 24             |
| Canadá (Hot AC)                           | 12             |
| Corea del Sur (Gaon)                      | 5              |
| Escocia (Official Charts Company)         | 54             |
| Estados Unidos (Billboard Hot 100)        | 78             |
| Estados Unidos (Adult Top 40)             | 20             |
| Estados Unidos ( Digital Song Sales)      | 36             |
| Francia (SNEP)                            | 168            |
| Países Bajos (Tipparade)                  | 13             |
| Reino Unido (UK Singles Chart)            | 66             |
| República Checa (Rádio Top 100)           | 8              |
| República Checa (Singles Digitál Top 100) | 94             |
| Suiza (Schweizer Hitparade)               | 63             |
| Taiwán (Five Music Western Chart)         | 2              |

## Certificaciones
| País   | Organismocertificador | Certificación | Ventas certificadas | Ref    |
| ------ | --------------------- | ------------- | ------------------- | ------ |
| Canadá | Music Canada          | Oro           | 40 000              | [ 46 ] |